# Ocres de Roussillon et de Gignac - Marnes de Perreal
Ocres de Roussillon et de Gignac - Marnes de Perreal este o arie protejată (sit de importanță comunitară — SCI) din Franța întinsă pe o suprafață de 1.306 ha, integral pe uscat.

## Localizare
Centrul sitului Ocres de Roussillon et de Gignac - Marnes de Perreal este situat la coordonatele 43°54′34″N 5°29′15″E / 43.90944°N 5.4875°E.

## Înființare
Situl Ocres de Roussillon et de Gignac - Marnes de Perreal a fost declarat arie specială de conservare în baza directivei 92/43 din 1992 referitoare la conservarea habitatelor naturale și a faunei și florei sălbatice pentru a proteja 12 specii de animale.

## Biodiversitate
Situată în ecoregiunea mediteraneană, aria protejată conține 14 habitate naturale: Pajiști uscate europene, Pseudostepă cu ierburi și specii anuale de Thero-Brachypodietea, Păduri de Quercus ilex și Quercus rotundifolia, Galerii de Salix alba și de Populus alba, Grohotișuri termofile și vest-mediteraneene, Păduri de Castanea sativa, Matorral arborescenți cu Juniperus spp., Pajiști uscate seminaturale și facies de acoperire cu tufișuri pe substraturi calcaroase (Festuco-Brometalia) (* situri importante pentru orhidee), Fânețe de joasă altitudine (Alopecurus pratensis, Sanguisorba officinalis), Râuri mediteraneene cu debit permanent cu specii de Paspalo-Agrostidion și galerii riverane de Salix și de Populus alba, Vegetație psamofilă uscată cu pășuni deschise de Corynephorus și Agrostis, Râuri mediteraneene cu debit intermitent, cu specii de Paspalo-Agrostidion, Formațiuni pioniere alpine de Caricion bicoloris-atrofuscae, Păduri de pin mediteraneene cu pini mezogeni endemici.
La baza desemnării sitului se află mai multe specii protejate:
- mamifere (7): liliac cârn (Barbastella barbastellus), liliac cu aripi lungi (Miniopterus schreibersii), liliac cu urechi de șoarece (Myotis blythii), liliac cărămiziu (Myotis emarginatus), liliac comun (Myotis myotis), liliacul mare cu potcoavă (Rhinolophus ferrumequinum), liliacul mic cu potcoavă (Rhinolophus hipposideros)
- nevertebrate (5): croitorul mare al stejarului (Cerambyx cerdo), fluturele de noapte (Eriogaster catax), fluturele auriu (Euphydryas aurinia), Euplagia quadripunctaria, rădașcă (Lucanus cervus)

Pe lângă speciile protejate, pe teritoriul sitului au mai fost identificate 16 specii de plante, 1 specie de păsări.